# Very (cráter)
Very es un pequeño cráter de impacto lunar, localizado en la parte oriental del Mare Serenitatis, al oeste-suroeste de Le Monnier. Otros cráteres cercanos son Posidonius al noreste, Sarabhai casi al oeste, y Luther al norte. Se encuentra sobre una cresta con sentido norte-sur denominada Dorsa Smirnov.
|  |

El cráter era previamente conocido como Le Monnier B, un cráter satélite de Le Monnier, antes de ser renombrado por la UAI en 1973.
|  |  |  |